# Nobuo Nakamura
Nobuo Nakamura (中村伸郎, Nakamura Nobuo) est un acteur japonais né le 14 septembre 1908 et mort le 5 juillet 1991

## Biographie
Nobuo Nakamura apparait régulièrement dans les films de Yasujirō Ozu et d'Akira Kurosawa. Il campe souvent des rôles d'officiels du gouvernement ou de cadres d'entreprise.
Nobuo Nakamura a tourné dans 75 films entre 1942 et 1989. Au théâtre, il apparaît régulièrement dans La Leçon d'Eugène Ionesco, notamment au Shibuya Jean-Jean.

## Filmographie partielle

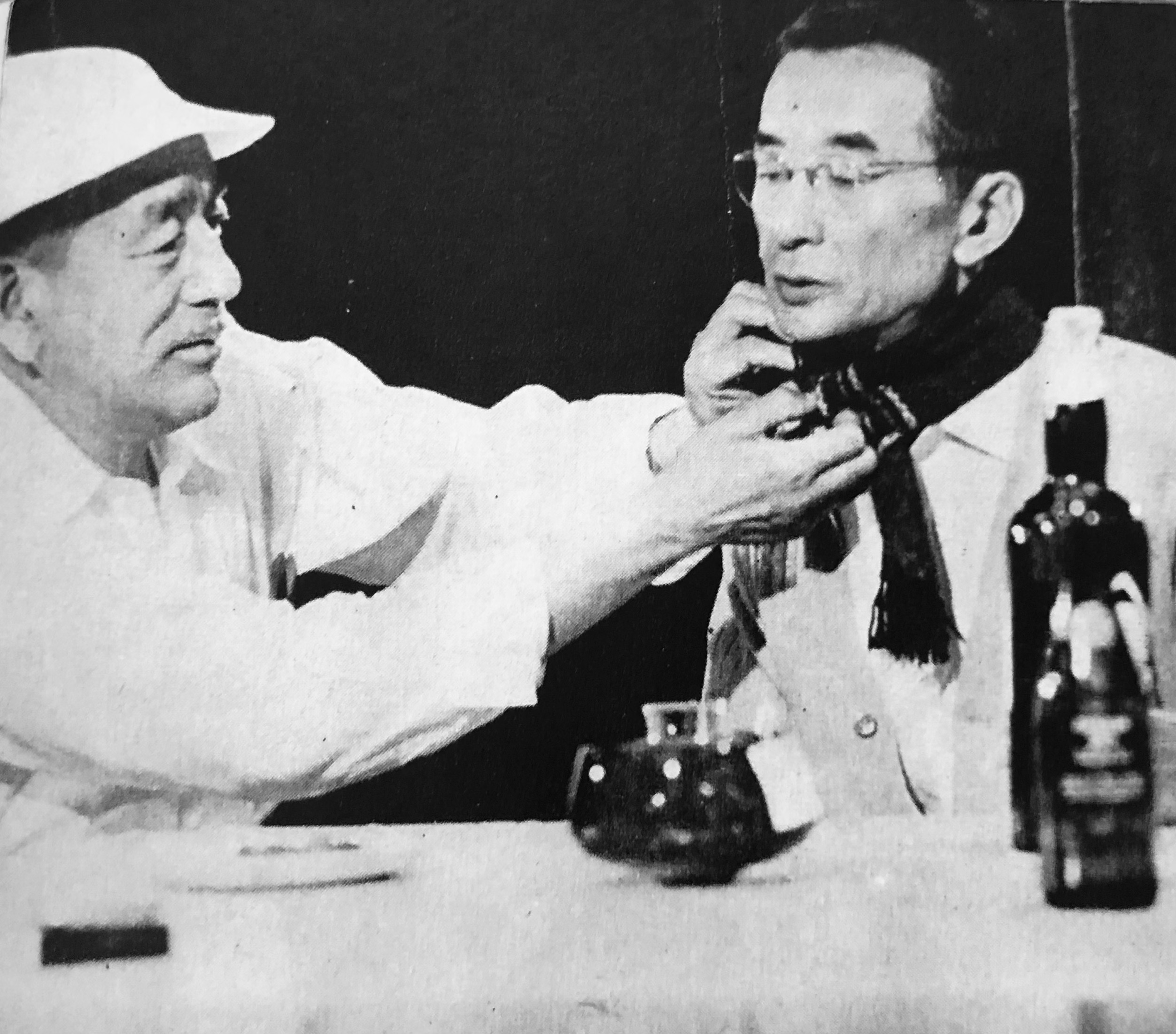
Yasujirō Ozu et Nobuo Nakamura, tournage de Le Goût du saké (1962).

- 1946 : Les Descendants de Taro Urashima (浦島太郎の後裔, Urashima Taro no koei?) de Mikio Naruse
- 1952 : Pas de consultations aujourd'hui (本日休診, Honitsu kyūshin?) de Minoru Shibuya : Take
- 1952 : Vivre (生きる, Ikiru?) d'Akira Kurosawa : le député maire
- 1953 : Voyage à Tokyo (東京物語, Tokyo monogatari?) de Yasujirō Ozu : Kurazo Kaneko
- 1955 : Vivre dans la peur (生きものの記録, Ikimono no kiroku?) d'Akira Kurosawa : psychologue
- 1956 : Printemps précoce (早春, Soshun?) de Yasujirō Ozu : Arakawa
- 1956 : Au gré du courant (流れる, Nagareru?) de Mikio Naruse
- 1957 : Crépuscule à Tokyo (東京暮色, Tokyo boshoku?) de Yasujirō Ozu : Sakae Aiba
- 1957 : Le Château de l'araignée (蜘蛛巣城, Kumonosu jo?) d'Akira Kurosawa : un samouraï fantôme
- 1958 : L'Homme au pousse-pousse (無法松の一生, Muhomatsu no issho?) de Hiroshi Inagaki : le frère de Yoshiko
- 1958 : Anzukko (杏っ子?) de Mikio Naruse
- 1958 : Fleurs d'équinoxe (彼岸花, Higanbana?) de Yasujirō Ozu : Toshihiko Kawai
- 1959 : La Condition de l'homme : Il n'y a pas de plus grand amour (人間の條件, Ningen no jōken?) de Masaki Kobayashi : Honsha Buchō
- 1960 : Kuroi gashū: Aru sarariman no shōgen (黒い画集 あるサラリーマンの証言?) de Hiromichi Horikawa : M. Takeda, le directeur de Towa-Keori
- 1960 : Histoire singulière à l'est du fleuve (濹東綺譚, Bokutō kitan?) de Shirō Toyoda : Sanji
- 1960 : Fin d'automne (秋日和, Akibiyori?) de Mikio Naruse : Shuzo Taguchi
- 1961 : Comme épouse et comme femme (妻として女として, Tsuma to shite onna to shite?) de Mikio Naruse : Kimura
- 1962 : Le Goût du saké (秋刀魚の味, Sanma no aji?) de Yasujirō Ozu : Shuzo Kawai
- 1963 : Entre le ciel et l'enfer (天国と地獄, Tengoku to jigoku?) d'Akira Kurosawa : le directeur Ishimaru
- 1965 : Frankenstein vs. Baragon (フランケンシュタイン対地底怪獣バラゴン, Furankenshutain tai chitei kaijū Baragon?) de Ishirō Honda : directeur du musée sceptique
- 1967 : Nuages épars (乱れ雲, Midaregumo?) de Mikio Naruse
- 1969 : Chō kōsō no akebono (超高層のあけぼの?) de Hideo Sekigawa
- 1976 : Shunkinshō (春琴抄?) de Katsumi Nishikawa
- 1977 : La Ballade du diable (悪魔の手毬唄, Akuma no temari-uta?) de Kon Ichikawa
- 1985 : Tampopo (タンポポ, Tanpopo?) de Jūzō Itami : vieil arnaqueur

## Récompenses et distinctions
- 1967 : Prix Kinokuniya de théâtre
- 1976 : Médaille au ruban pourpre
- 1982 : Prix spécial Kinokuniya de théâtre
- 1983 : Prix spécial pour l'ensemble de sa carrière au festival du film de Yokohama